# Zwolle-Zuid

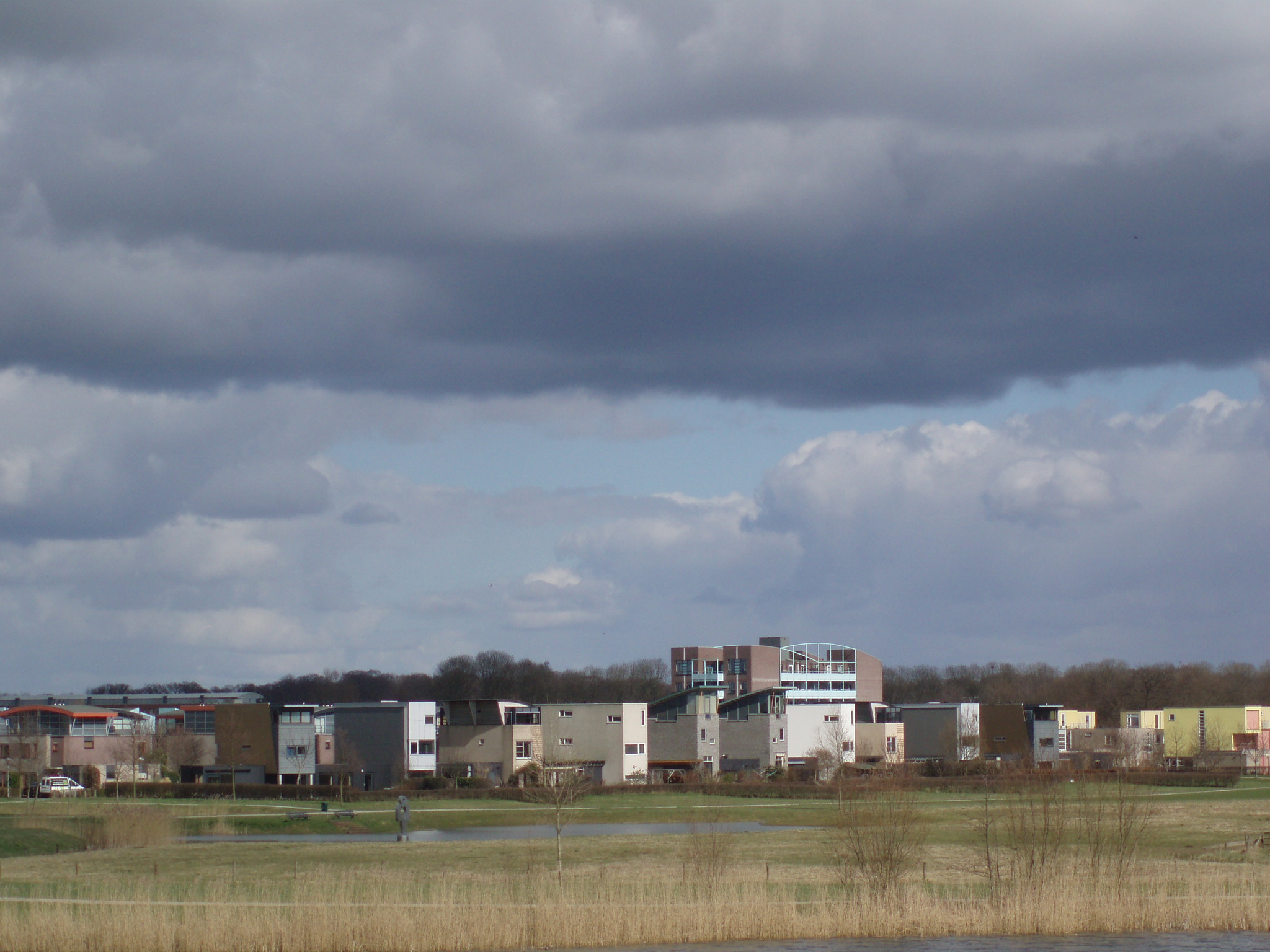
Blik op het wijkgedeelte Oldenelerbroek van Zwolle-Zuid. Gezien vanaf de dijk langs de IJssel.

Zwolle-Zuid is een stadsdeel in de Overijsselse hoofdstad Zwolle.

## Geografie
Zwolle-Zuid omvat de drie wijken Ittersum, Schelle en Soestweteringlanden.
Zwolle-Zuid is van de binnenstad gescheiden door enkele spoorlijnen. Dit was lange tijd ook de reden waarom het gebied niet bebouwd werd. De ontsluiting zou te kostbaar zijn. Uiteindelijk is de wijk toch verrezen doordat het rijk meebetaalde aan de ontsluiting. Zo werden er tunnels aangelegd en moest de IJsselallee zorgen voor een goede bereikbaarheid per auto.
Het stadsdeel Zwolle-Zuid, is gebouwd rondom twee buurtschappen die vroeger aan de zuidkant van de stad Zwolle lagen. Daardoor zijn er, verscholen tussen de nieuwbouwwoningen, nog oude tot woonhuis verbouwde boerderijen te vinden.

## Demografie
Zwolle-Zuid telt zo'n 32.000 inwoners en is daarmee het grootste stadsdeel van Zwolle.

## Geschiedenis
Het huidige Zwolle-Zuid werd in fasen gebouwd tussen 1979 en 2000. Bij de aanleg van de buurt Ittersumerbroek werden de resten van een nederzetting uit de bronstijd aangetroffen, waaronder veel klokbekers. In 1990 grondsporen gevonden van twee paalcirkels uit de bronstijd. Het gaat hierbij mogelijk om zogenaamde zonnekalenders, dergelijke paalcirkels werden in Nederland niet eerder gevonden. De cirkels staan bekend als het Zwolse Woodhenge. De oudste sporen van bewoning stammen echter uit de jonge steentijd. Archeologisch onderzoek liet zien dat het gebied tussen 2100 en 600 v.Chr. voortdurend of met tussenpozen bewoond is geweest. Bij opgravingen aan de Hollewandsweg zijn verder sporen van bewoning gevonden uit de tweede en derde eeuw.